# ルーク・モーリー
ルーク・モーリー（Luke Morley、1960年6月19日 - ）は、イングランド・ロンドンのカンバーウェル出身のギタリスト、ソングライター。

## 略歴
1960年にイングランド・ロンドンで生まれる。初めてギターを購入した1971年頃にプロのミュージシャンになると決意し、ギタリストとして幼馴染のダニー・ボウズと共にバンドを組み、Nuthin' Fancy、テラプレイン、サンダー、自身のソロ活動、ボウズ&モーリー等で活躍した。2009年のサンダーの再解散後は、ピーター・ショルダーと共にジ・ユニオンを結成し活動している。
音楽的な影響はザ・ビートルズ、ジミ・ヘンドリックス、レッド・ツェッペリン、ローリング・ストーンズ、ザ・フー、フリー、クリーム、エリック・クラプトン、ディープ・パープル、ブラック・サバスなどである。
自身のバンド・ユニットにおける殆どの楽曲の作詞・作曲を手掛ける。サンダーやジ・ユニオンではロック的な要素が大きいが、自身のソロ・アルバムやボウズ&モーリーではR&B的な要素も盛り込まれている。
ギタリストであるが、サンダーの曲の一部と自身のソロ・アルバムのすべての曲ではボーカルをとっている。また、サンダーの楽曲「A Better Man」ではハーモニカを担当する。
サンダー初期はギブソンのレスポール・カスタムの白をメインに使用していたが、サンダー再結成後から持病の腰痛を理由に、レスポール・カスタムより軽いという理由でギブソンのフライングVの赤を使用することが多くなっている。なお、左利きである。
ダニー・ボウズとは幼なじみの関係であり、Nuthin' Fancy、テラプレイン、サンダー、ボウズ&モーリーで共演した。1993年にデイヴィッド・カヴァデールがホワイトスネイクのギタリストとしてルークを引き抜こうとしたという噂が原因で両者の関係は悪化し、一時期はサンダー解散の噂も立ったが、その後に関係は修復し、サンダーの一度目の解散後はボウズ&モーリーでユニットを結成し2枚のアルバムを残している。
元デュラン・デュランのアンディ・テイラーとは仲が良く、サンダー初期のアルバムではプロデューサーとして招き入れたり、共同で作曲することもある。

## ディスコグラフィ

### ソロ
- 『エル・グリンゴ・レトロ』 - El Gringo Retro (2001年)
- 『ソングス・フロム・ザ・ブルー・ルーム』 - Songs from the Blue Room (2023年)
- Walking on Water (2025年)

### テラプレイン
- 『ブラック&ホワイト』 - Black and White (1985年)
- 『ムーヴィング・ターゲット』 - Moving Target (1987年)

### サンダー
- 『バックストリート・シンフォニー』 - Backstreet Symphony (1990年)
- 『ラフィング・オン・ジャッジメント・デイ』 - Laughing on Judgement Day (1992年)
- 『ビハインド・クローズド・ドアーズ』 - Behind Closed Doors (1995年)
- 『スリル・オブ・イット・オール』 - The Thrill of It All (1997年)
- 『ギヴィング・ザ・ゲーム・アウェイ』 - Giving the Game Away (1999年)
- 『シューティング・アット・ザ・サン』 - Shooting at the Sun (2002年)
- 『マグニフィセント・セヴンス』 - The Magnificent Seventh (2005年)
- 『ロバート・ジョンソンズ・トゥームストーン』 - Robert Johnson's Tombstone (2006年)
- 『バン!』 - Bang! (2008年)
- 『ワンダー・デイズ』 - Wonder Days (2015年)
- 『リップ・イット・アップ』 - Rip It Up (2017年)
- Please Remain Seated (2019年)
- 『オール・ザ・ライト・ノイゼズ』 - All the Right Noises (2021年)
- 『ドーパミン』 - Dopamine (2022年)

### クワイアボーイズ
- Wardour Street (2024年)

### ボウズ&モーリー
- 『ムーヴィング・スウィフトリー・アロング』 - Moving Swiftly Along (2002年)
- 『モーズ・バーベキュー』 - Mo's Barbeque (2004年)
- Danny & Luke (2019年) ※Danny & Luke名義

### ジ・ユニオン
- 『ジ・ユニオン』 - The Union (2010年)
- 『サイレンズ・ソング』 - Siren's Song (2011年)
- 『ザ・ワールド・イズ・ユアーズ』 - The World Is Yours (2013年)

### 参加アルバム
- アンディ・テイラー : The Spanish Sessions EP (1999年)